# Zemple
Zemple – miasto położone w północnej części stanu Minnesota. 
Liczy 75 mieszkańców.